# Crime justificate
Crime justificate (în engleză Righteous Kill) este un film thriller din 2008 regizat de Jon Avnet și cu Robert De Niro și Al Pacino în rolurile principale. În film mai joacă și John Leguizamo, Carla Gugino, Donnie Wahlberg, Brian Dennehy și Curtis "50 Cent" Jackson. Crime justificate a fost lansat în Statele Unite pe 12 septembrie 2008.
Era timpul ca cei mai mari actori ai generației 70, Al Pacino și Robert De Niro, să se reîntânească în același film și cadru, după blockbusterul "Heat".
De data aceasta sunt amândoi de aceeași parte a baricadei, doi detectivi din New York. Ei trebuie să-și pună la bătaie tot flerul, experiența și inteligența pentru a prinde un criminal în serie.
În afară de cei doi, mai este neapărat de văzut celebrul rapper 50 Cent.
Film distribuit de Odeon.

## Distribuție
- Robert De Niro . . . . . Detectivul Thomas "Turk" Cowan
- Al Pacino . . . . . Detectivul David "Rooster" Fisk
- Carla Gugino . . . . . Detectiv Corelli
- John Leguizamo . . . . . Detectivul Perez
- Donnie Wahlberg . . . . . Detectivul Riley
- Curtis "50 Cent" Jackson . . . . . Marcus "Spider" Smith
- Brian Dennehy . . . . . Locotenentul Hingis
- Frank John Hughes . . . . . Charles Randall
- Rob Dyrdek . . . . . Robert "Rambo" Brady
- Trilby Glover . . . . . Jessica